# Athara Hazari
Athara Hazari – miasto w Pakistanie, w prowincji Pendżab. W 2017 roku liczyło 27 561 mieszkańców.